# Under the Pipal Tree
Under the Pipal Tree — дебютный студийный альбом японской инструментальной рок-группы Mono, выпущенный 2 октября 2001 года на лейбле Джона Зорна Tzadik Records. Альбом получил положительные отзывы критиков, несколько изданий спустя более чем десятилетие после релиза включили его в свои итоговые списки лучших построковых альбомов.

## Отзывы
| Оценки критиков | Оценки критиков |
| Источник        | Оценка          |
| --------------- | --------------- |
| AllMusic        | [ 3 ]           |

Альбом получил положительные отзывы критиков. Брайан Уэй из AllMusic поставил альбому оценку 4 из 5 звёзд и сказал: «… у Mono получилась очень образцовая и динамичная версия (построка). Хотя некоторые могут счесть это шаблонным, шаблон заложен в их дебютном альбоме Under the Pipal Tree, причудливо изданном на лейбле Джона Зорна Tzadik, лейбле, известном скорее тем, что он заходит на дальнюю грань свободного джаза, чем тем, что потворствует монолитному инструментальному року. Хотя в дальнейшем Mono создавали более нюансированные работы с влиянием классики, особенно в сотрудничестве с World’s End Girlfriend, первый трек здесь — это все, что нужно знать слушателю о методах работы Mono. „Karelia (Opus 2)“ начинается с медленно нарастающей волны неуверенной, но настойчивой затянутой гитары, набирающей обороты с добавлением галопирующих ударных и слоя за слоем гитарного шквала до такой степени, что слушателю кажется, что громче уже быть не может — и тогда, конечно же, так и происходит. Затем все внезапно срывается в короткий тихий пассаж, настолько тихий, что слушателя снова уговаривают потянуться к регулятору громкости, после чего одинокая согнутая гитарная нота многократно завывает, вызывая мурашки по коже, как вой оборотня поблизости, и вся группа снова врывается в яростный водоворот гитарных искажений, грохочущего баса, барабанов, как лавина, и тарелок, как приливные волны. Здесь вы можете найти генезис этого конкретного бренда пост-рока — категоризации, которая часто подвергается сомнению, но тем не менее отражает определённое движение в каноне рока».

## Итоговые списки
В 2016 году альбом Under the Pipal Tree вошёл под номером 30 в список лучших пост-роковых альбомов по версии журнала Fact, а Paste признал его 18-м лучшим пост-роковым альбомом.

## Список композиций
Слова и музыка всех песен — Mono.
| №  | Название             | Длительность |
| -- | -------------------- | ------------ |
| 1. | «Karelia (Opus 2)»   | 12:30        |
| 2. | «The Kidnapper Bell» | 10:00        |
| 3. | «Jackie Says»        | 7:31         |
| 4. | «Op Beach»           | 5:48         |
| 5. | «Holy»               | 1:40         |
| 6. | «Error #9»           | 12:30        |
| 7. | «L'America»          | 4:37         |
| 8. | «Human Highway»      | 9:05         |